# Hemicyclops thalassius
Hemicyclops thalassius is een eenoogkreeftjessoort uit de familie van de Clausidiidae. De wetenschappelijke naam van de soort is voor het eerst geldig gepubliceerd in 1966 door Vervoort & Ramírez.